# Науру на Светском првенству у атлетици на отвореном 2023.
Науру је учествовао на 19. Светском првенству у атлетици на отвореном 2023. одржаном у Будимпешти од 19. до 27. августа осамнаести пут. Репрезентацију Науруа представљао је један атлетичар који се такмичио у трци на 100 метара.
На овом првенству такмичар Науре није освојило ниједну медаљу, а оборен је један лични рекорд.

## Учесници
Мушкарци: 
- Winzar Kakiouea — 100 м

## Резултати

### Мушкарци
| Атлетичар       | Дисциплина | Лични рекорд | Предтакмичење | Предтакмичење | Квалификације        | Квалификације        | Полуфинале           | Полуфинале           | Финале               | Финале       | Детаљи |
| Атлетичар       | Дисциплина | Лични рекорд | Резултат      | Место         | Резултат             | Место                | Резултат             | Место                | Резултат             | Место        | Детаљи |
| --------------- | ---------- | ------------ | ------------- | ------------- | -------------------- | -------------------- | -------------------- | -------------------- | -------------------- | ------------ | ------ |
| Winzar Kakiouea | 100 м      | 11,81        | 11,23 ЛР      | 4. у гр. 4    | Није се квалификовао | Није се квалификовао | Није се квалификовао | Није се квалификовао | Није се квалификовао | 18 / 71 (75) |        |